# Jurki (powiat kętrzyński)
Jurki (niem. Georgenberg) – przysiółek w Polsce położony w województwie warmińsko-mazurskim, w powiecie kętrzyńskim, w gminie Kętrzyn. Przysiółek leży na południowy wschód od Kętrzyna.
Do 1954 w granicach Kętrzyna. W latach 1975–1998 miejscowość należała administracyjnie do województwa olsztyńskiego.